# 無線従事者認定講習課程
無線従事者認定講習課程（むせんじゅうじしゃにんていこうしゅうかてい）とは、所定の業務経歴を有する無線従事者がより上級資格を取得するのに要する講習課程のことである。
電波法令では、単に「認定講習課程」とあるが、記事名では何の講習か不明確になるので、「無線従事者認定講習課程」とする。

## 定義
総務省令無線従事者規則第33条（資格、業務経歴等による免許の要件等）に「その他の要件」として「総務大臣が次条に定める基準に適合するものであることの認定をした講習課程」と規定されている。

## 概要
電波法第41条第1項には「無線従事者になろうとする者は、総務大臣の免許を受けなければならない。」と規定している。
同条第2項にその要件が規定されているが、同項第4号に「前条第1項の資格（総務省令で定めるものに限る。）ごとに前三号に掲げる者と同等以上の知識及び技能を有する者として総務省令で定める同項の資格及び業務経歴その他の要件を備える者」がある。
すなわち、一定の無線従事者が業務経歴を経てその他の要件を満たせば同項第1号に規定する国家試験に合格しなくとも他の無線従事者の免許を取得できるものである。
この総務省令とは無線従事者規則のことであり、第4章の「資格、業務経歴等による免許の要件等」の中でその他の要件として認定講習課程を規定している。
対象となるのは、いわゆる上級・中級と呼ばれるものである。
認定講習課程を実施する者は、無線従事者規則第34条により総務大臣の認定を要し、第三級・第四級海上無線通信士以外については非営利団体でもなければならない。
この認定を受けた者、つまり実施団体は無線従事者規則第37条により認定講習課程実施者と呼ばれる。
電波法においては、単に「講習」というと主任無線従事者講習を指すものとしている。
混同しないよう関係者は「主任講習」と呼び、本記事の講習課程は「認定講習」と呼ぶ。

また、無線従事者規則第3章に規定する海上・航空・陸上特殊無線技士又は第二級・第三級・第四級アマチュア無線技士の免許取得の為の養成課程とは異なるものである。 

## 対象
無線従事者規則第33条第1項に規定される。
左記の資格は、右記の資格と業務経歴を有する者が総務大臣認定の講習課程を修了することにより与えられる。
| 資格                 | 現有資格、業務経歴 |
| -------------------- | --- |
| 第一級総合無線通信士 | 第二級総合無線通信士を有し、それにより海岸局又は船舶局の無線設備の国際通信のための操作に7年以上従事した経歴                       |
| 第二級総合無線通信士 | 第三級総合無線通信士を有し、それにより船舶局の無線設備の国際通信のための操作に7年以上従事した経歴                                 |
| 第一級海上無線通信士 | 第二級総合無線通信士を有し、それにより海岸局又は船舶局の無線設備の国際通信のための操作に7年以上従事した経歴                       |
| 第二級海上無線通信士 | 第三級総合無線通信士を有し、それにより船舶局の無線設備の国際通信のための操作に7年以上従事した経歴                                 |
| 第三級海上無線通信士 | 第一級海上特殊無線技士を有し、それにより船舶局の無線設備の国際通信のための操作に3年以上従事した経歴                               |
| 第四級海上無線通信士 | 第一級海上特殊無線技士又は第二級海上特殊無線技士の資格を有し、それにより海岸局又は船舶局の無線設備の操作に5年以上従事した経歴     |
| 第一級陸上無線技術士 | 第一級総合無線通信士又は第二級陸上無線技術士の資格を有し、それによりアマチュア局を除く無線局の無線設備の操作に7年以上従事した経歴 |
| 第二級陸上無線技術士 | 現に第二級総合無線通信士の資格を有し、それによりアマチュア局を除く無線局の無線設備の操作に7年以上従事した経歴                     |

## 実施
実施は、無線従事者規則第34条第7号に基づく総務省告示による。
制度化当初から民間が実施することが想定されており、天災等の理由で実施できなくなっても総務大臣（国）は代替となる認定講習は行わない。
手数料も政令電波法関係手数料令に規定しておらず認定講習課程実施者毎に異なる。
- 日本無線協会では、第二級総合無線通信士および第三級海上無線通信士を本部で実施する。但し申込者が少ないと実施しない。その他の資格は需要に応じ実施するものとしている。[2][3]

直近の認定状況については認定講習課程を参照

### 時間数
無線従事者規則第34条第7号に基づく別表第8号による。
| 資格                 | 講習科目    | 講習科目   | 講習科目   | 講習科目   |
| 資格                 | 無線工学    | 電気通信術 | 法規       | 英語       |
| -------------------- | ----------- | ---------- | ---------- | ---------- |
| 第一級総合無線通信士 | 120時間以上 | －         | －         | －         |
| 第二級総合無線通信士 | 72時間以上  | －         | 21時間以上 | 21時間以上 |
| 第一級海上無線通信士 | 90時間以上  | －         | －         | －         |
| 第二級海上無線通信士 | 54時間以上  | －         | 30時間以上 | 54時間以上 |
| 第三級海上無線通信士 | 4時間以上   | 4時間以上  | 22時間以上 | 33時間以上 |
| 第四級海上無線通信士 | 37時間以上  | －         | 33時間以上 | －         |
| 第一級陸上無線技術士 | 150時間以上 | －         | －         | －         |
| 第二級陸上無線技術士 | 120時間以上 | －         | －         | －         |

### 授業
当初は集合形式で講師が対面により行うのみであったが、後にeラーニングによる講習ができる、つまり通信教育とすることもできることとなった。
無線従事者規則第34条第8号に「講習形態は、授業科目別に同時受講型講習（イからハまでに掲げるものをいう。以下同じ。）又は随時受講型講習（ニ及びホに掲げるものをいう。以下同じ。）」として次のように規定されている。
イ　集合形式で講師が対面により行う講習
ロ　電気通信回線を使用して、複数の教室等に対して同時に行う講習
ハ　授業の内容を電気通信回線を通じて送信することにより、当該授業を行う教室等以外の場所に対して同時に行う講習
ニ　電気通信回線を使用して行う講習（ロ及びハに掲げるものを除く。）であって、同時受講型講習に相当する教育効果を有するもの
ホ　電磁的方法（電子的方法、磁気的方法その他の人の知覚によっては認識することができない方法をいう。以下同じ。）による記録に係る記録媒体を使用して行う講習であって、同時受講型講習に相当する教育効果を有するもの

### 講師の要件
無線従事者規則第34条第9号に基づく別表第10号による。
| 種別                                                                | 科目                 | 要件 |
| ------------------------------------------------------------------- | -------------------- | --- |
| 第一級総合無線通信士 第二級陸上無線技術士                           | 無線工学             | 第一級陸上無線技術士で無線通信に関する業務に3年以上従事した経験者 第一級総合無線通信士又は第二級陸上無線技術士で無線通信に関する業務に5年以上従事した経験者                                                                         |
| 第二級総合無線通信士                                                | 無線工学             | 第一級総合無線通信士、第一級陸上無線技術士又は第二級陸上無線技術士で無線通信に関する業務に3年以上従事した経験者 第二級総合無線通信士で無線通信に関する業務に5年以上従事した経験者                                                   |
| 第二級総合無線通信士                                                | 法規 英会話          | 第一級総合無線通信士で無線通信に関する業務に3年以上従事した経験者 第二級総合無線通信士で無線通信に関する業務に5年以上従事した経験者                                                                                                 |
| 第一級海上無線通信士                                                | 無線工学             | 第一級陸上無線技術士で無線通信に関する業務に3年以上従事した経験者 第一級総合無線通信士、第一級海上無線通信士又は第二級陸上無線技術士で無線通信に関する業務に5年以上従事した経験者                                                   |
| 第二級海上無線通信士                                                | 無線工学             | 第一級総合無線通信士、第一級海上無線通信士、第一級陸上無線技術士又は第二級陸上無線技術士で無線通信に関する業務に3年以上従事した経験者 第二級総合無線通信士若しくは第二級海上無線通信士で無線通信に関する業務に5年以上従事した経験者 |
| 第二級海上無線通信士                                                | 法規 英語            | 第一級総合無線通信士又は第一級海上無線通信士で無線通信に関する業務に3年以上従事した経験者 第二級海上無線通信士の資格で無線通信に関する業務に5年以上従事した経験者                                                                   |
| 第三級海上無線通信士                                                | 無線工学             | 第一級総合無線通信士、第二級総合無線通信士、第一級海上無線通信士、第二級海上無線通信士、第一級陸上無線技術士又は第二級陸上無線技術士で無線通信に関する業務に3年以上従事した経験者                                                   |
| 第三級海上無線通信士                                                | 電気通信術 法規 英語 | 第一級総合無線通信士、第一級海上無線通信士若しくは第二級海上無線通信士で無線通信に関する業務に3年以上従事した経験者 |
| 第四級海上無線通信士                                                | 無線工学             | 第一級総合無線通信士、第二級総合無線通信士、第一級海上無線通信士、第一級陸上無線技術士又は第二級陸上無線技術士で無線通信に関する業務に3年以上従事した経験者                                                                         |
| 第四級海上無線通信士                                                | 法規                 | 第一級総合無線通信士、第二級総合無線通信士、第一級海上無線通信士若しくは第二級海上無線通信士で無線通信に関する業務に3年以上従事した経験者                                                                                           |
| 第一級陸上無線技術士                                                | 無線工学             | 第一級陸上無線技術士で無線通信に関する業務に5年以上従事した経験者 |
| 注 総務大臣が同等以上の知識及び技能を有するものと認めるものを含む。 |                      | |

### 修了試験
無線従事者規則第34条第6号に基づく告示

による。CBTによることもできる。
試験の形式及び時間
多肢選択式
- 無線工学・法規は120分
- 英語は90分
- 英会話は30分

## 沿革
1986年（昭和61年）- 次の四資格を対象として制度化された。「一定の資格を有する者に対する免除」の要件の一つであった。
- 第一級無線通信士
- 第二級無線通信士
- 電話級無線通信士
- 第一級無線技術士

1990年（平成2年）- 電波法に「資格及び業務経歴その他の要件」より免許を与えることが規定された。
対象は次の四資格となった。
- 第一級総合無線通信士
- 第二級総合無線通信士
- 第四級海上無線通信士
- 第一級陸上無線技術士

1991年（平成3年）- 次の四資格が追加され計七資格となった。
- 第一級海上無線通信士
- 第二級海上無線通信士
- 第二級陸上無線技術士

1995年（平成7年）- 第三級海上無線通信士が追加され計八資格となった。
2013年（平成25年）
- eラーニングによる講習が実施できること[11]となった。
- 第三級・第四級海上無線通信士の認定講習は営利団体が認定講習課程実施者になれること[12]となった。